# Образ (заказник)
Урочище Образ — ландшафтний заказник місцевого значення в Україні. Об'єкт природно-заповідного фонду Сумської області.
Розташований у лісових угіддях ДП «Краснопільське лісове господарство» - Великобобрицьке лісництво на території Самотоївського старостинського округу Краснопільської селищної громади. Площа — 97 га. Оголошено територією ПЗФ 18 листопада 2011 р. Частина типового лісостепового ландшафту з дубово-липово-кленовим деревостаном, що є осередком зростання рідкісних і занесених до Червоної книги України видів рослин (гніздівка звичайна, цибуля ведмежа) і грибів (грифола листувата). Самовиливне джерело води та пов'язаний з ним меморіальний комплекс історії краю.

## Історія
Перші зафіксовані згадки про урочище відносяться до середини XVIII ст. За переказами, мешканцями с. Великий Бобрик під час заготівлі деревини у дуплі правічного дуба було знайдено ікону (образ) Святителя Миколи Чудотворця Мір Лікійських на невеликій дошці у срібному окладі. Спроба забрати образ до села закінчувалась невдачами для тих, хто це здійснював. Навколо пенька від дуба було збудовано капличку, в котрій зберігався вказаний чудотворний образ. Доступ до каплички - вільний. Поруч з місцем знахідки проходила стара пожвавлена дорога з Сум на Харків, на котрій виник постоялий двір для відпочинку подорожуючих біля святині.
У 1787 р. під впливом святині вилікувався син поміщиці с.Великий Бобрик п'ятирічний Григорій Рахманов (пізніше - генерал армії Кутузова, харківський губернський маршалок). На кошти Лизавети Рахманової на зміну старої дерев'яної каплиці збудували цегляну, оригінальної конусоподібної форми. Для нагляду над святинею приставили лісника. Після освячення у с.Великий Бобрик нового приміщення Вознесенського храму, ікону перенесли до нього в окремий престол. У 1886 р. запроваджено хресний хід з чудотворним образом від с.Великий Бобрик до урочища Образ, а з 1888 по 1920 р. включно цей хід далі продовжувався через Краснопілля до Свято-Дмитрівського монастиря у с.Рясне та, через 4 тижні, у зворотному напрямку через села Мезенівка, Виднівка. У 1889 р. за наказом архієпископа Амвросія чудотворний образ Св. Миколи відреставрували у Ряснянському монастирі, бо значно полиняв та закіптявився. Перші письмові згадки про криницю в улоговині яру відносяться до початку XIX ст . 
У радянські часи святиня занепала. Чудотворний образ - втрачено. Каплицю - зруйновано. На місці постоялого двору у серпні 1943 р. знаходилась польова медично-санітарна частина, котра обслуговувала 232 стрілецьку дивізію. Тут помер від ран та був похований Герой Радянського Союзу Вдовитченко І.Г. (у 1953 р. - перезахований у братську могилу с. Самотоївка ). На місці поховання в урочищі самотоївськими школярами встановлено у 1972 р. (поновлено - у 2010 р.) пам'ятний знак .

## Флора
Ділянка лісу з домінуванням у деревному ярусі дуба звичайного. Поруч росте клен гостролистий, липа серцелиста, ясен звичайний, в підліску - бруслина європейська, в'яз гладкий, ліщина. У травяному ярусі домінує зірочник ланцетоподібний, росте розхідник звичайний, яглиця звичайна, медунка темна, копитняк європейський, кропива дводомна. Весною добре помітно ряст ущільнений, проліски сибірські, пшінка весняна, анемона жовтецева, зірочки жовті. Занесені до Червоної книги - гніздівка звичайна, цибуля ведмежа.

## Фауна
Тваринний світ представлений 400 видами хребетних, 3000 видів безхребетних. Особливий настрій створюють птахи: лісовий щеврик, вівсянка звичайна, жайворонок лісовий, соловейко східний, малинівка, вівчарики, дрозди, славка чорноголова, берестянки, шпаки, синиці, мухоловки, повзик, крутиголовка, сови, іволга, горлиця, ворона сіра, сойка, круки, великий та малий яструб. Звірі: землерийки, миші, полівки, білки, соня, лісова куниця, їжаки, кроти, олені, косулі, кабани, бобри, зайці, лисиці.

## Відновлення святині
У 2005 р. працівниками Великобобрицького лісництва під керівництвом та за ініціативи лісничого Козловського І.М. урочище очищене, благоустроєно криничку в улоговині яру . На місці каплички встановлено поклонний восьмигранний хрест, поруч споруджено інформаційний щит "Урочище Образ". У 2009 р. долучено та освячено купальню, іконостас, сходинки, огорожу. У 2016 р. відновлено каплицю ( архітект - Биков Володимир Борисович ) . У 2018 р. - зведено ще одну каплицю-хрестильню в честь Іосафа Білгородського .

## Галерея

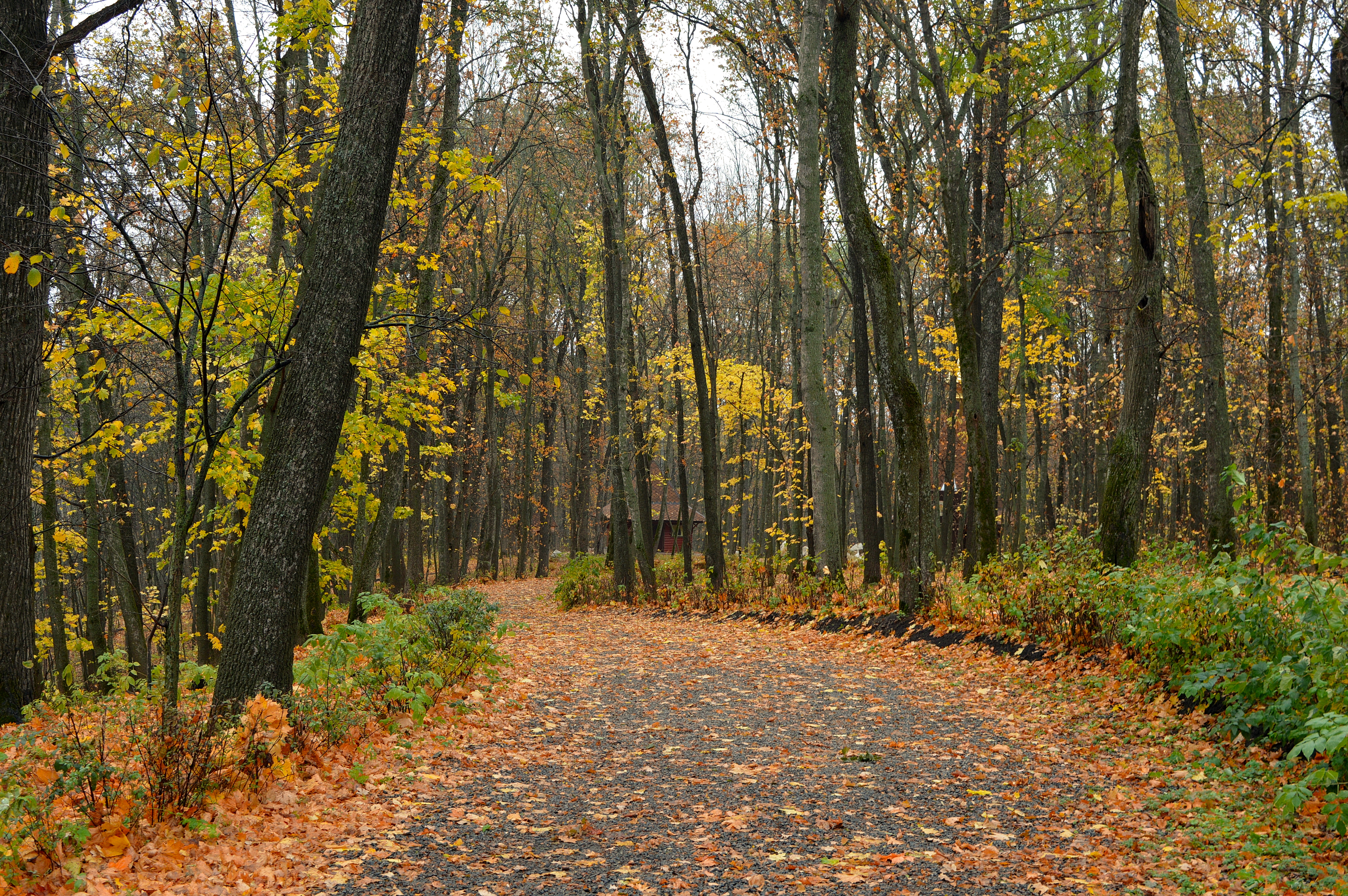
Загальний вигляд
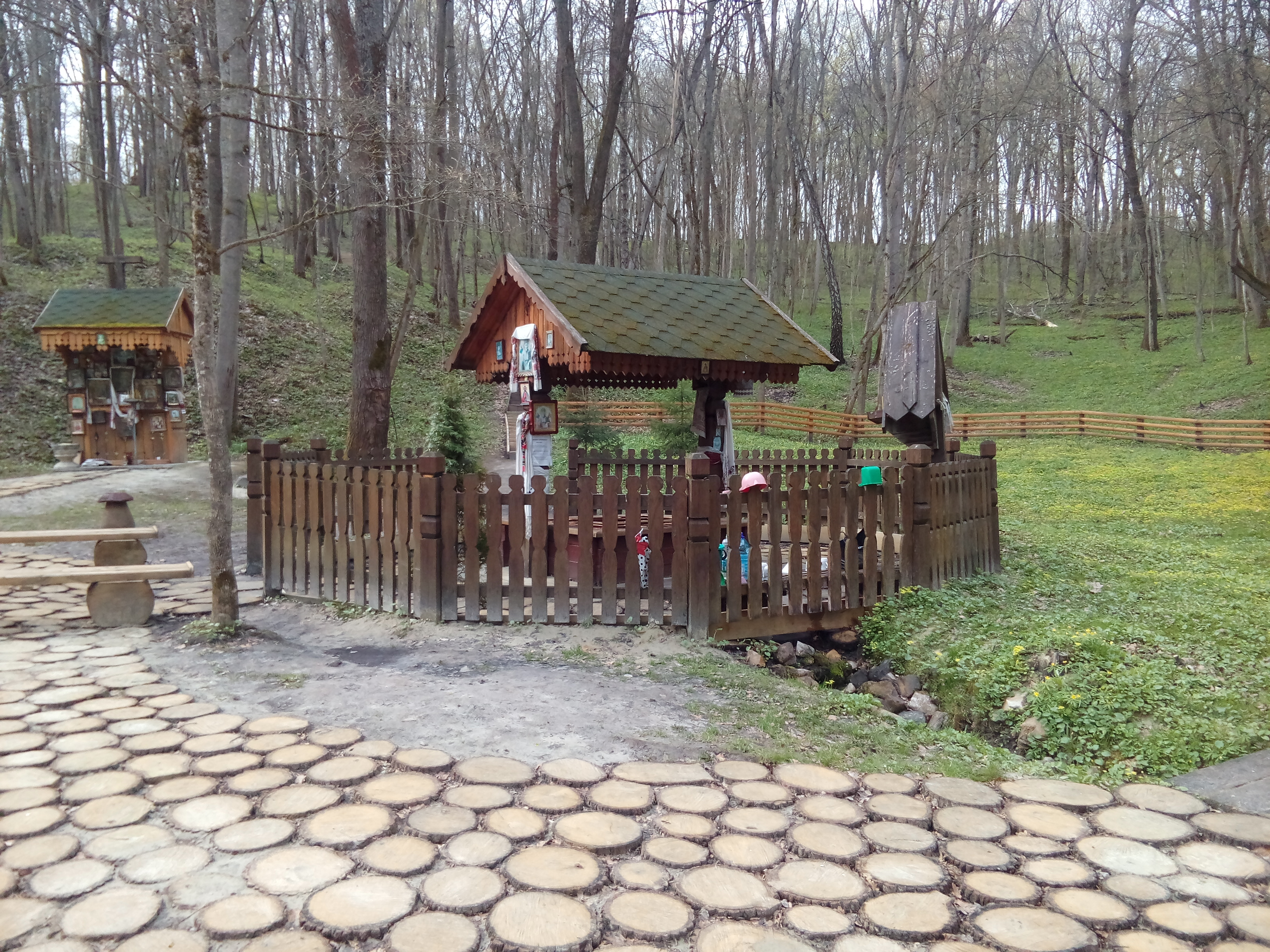
Цілюще джерело в урочищі "Образ"
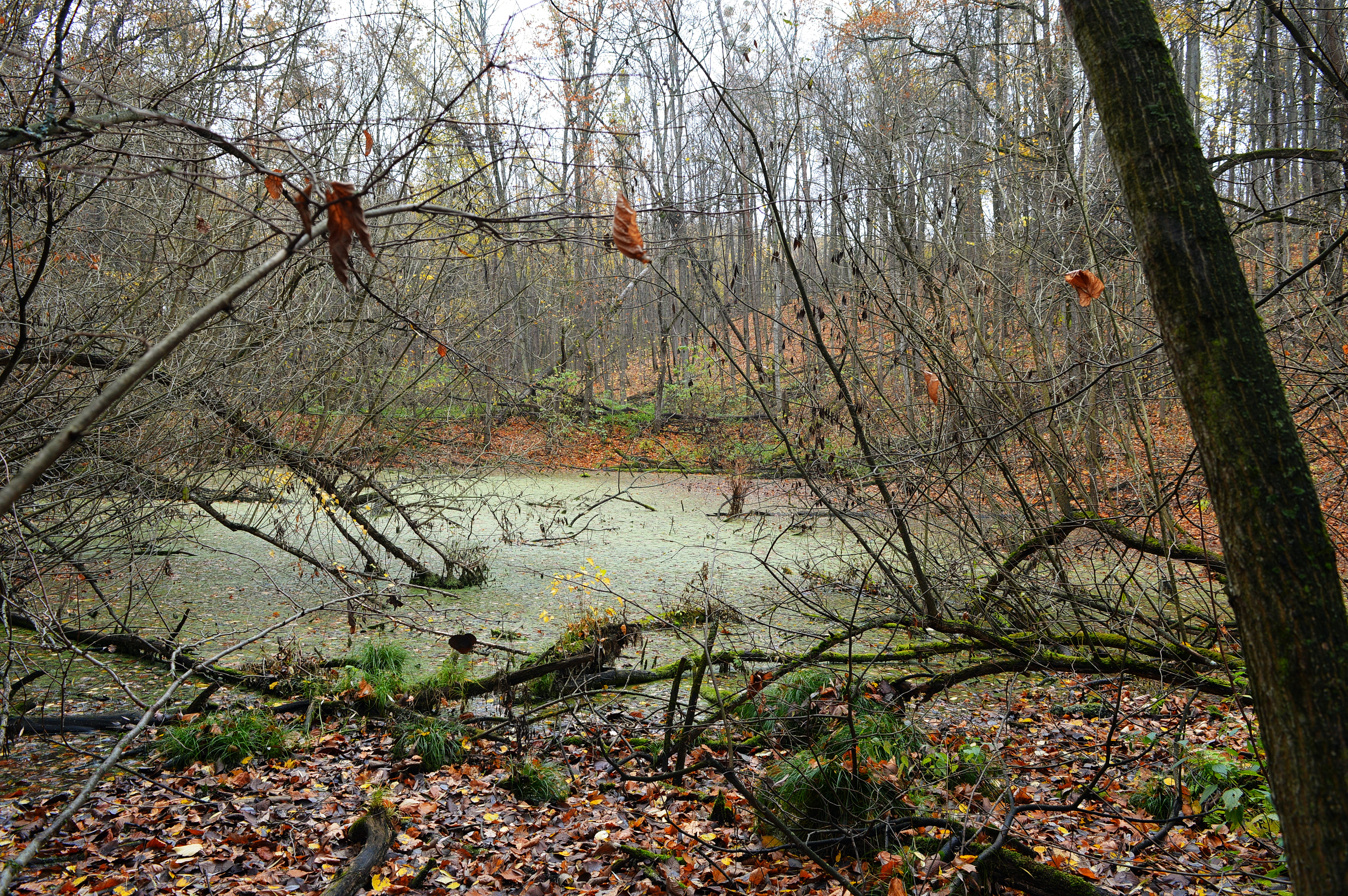
Болото
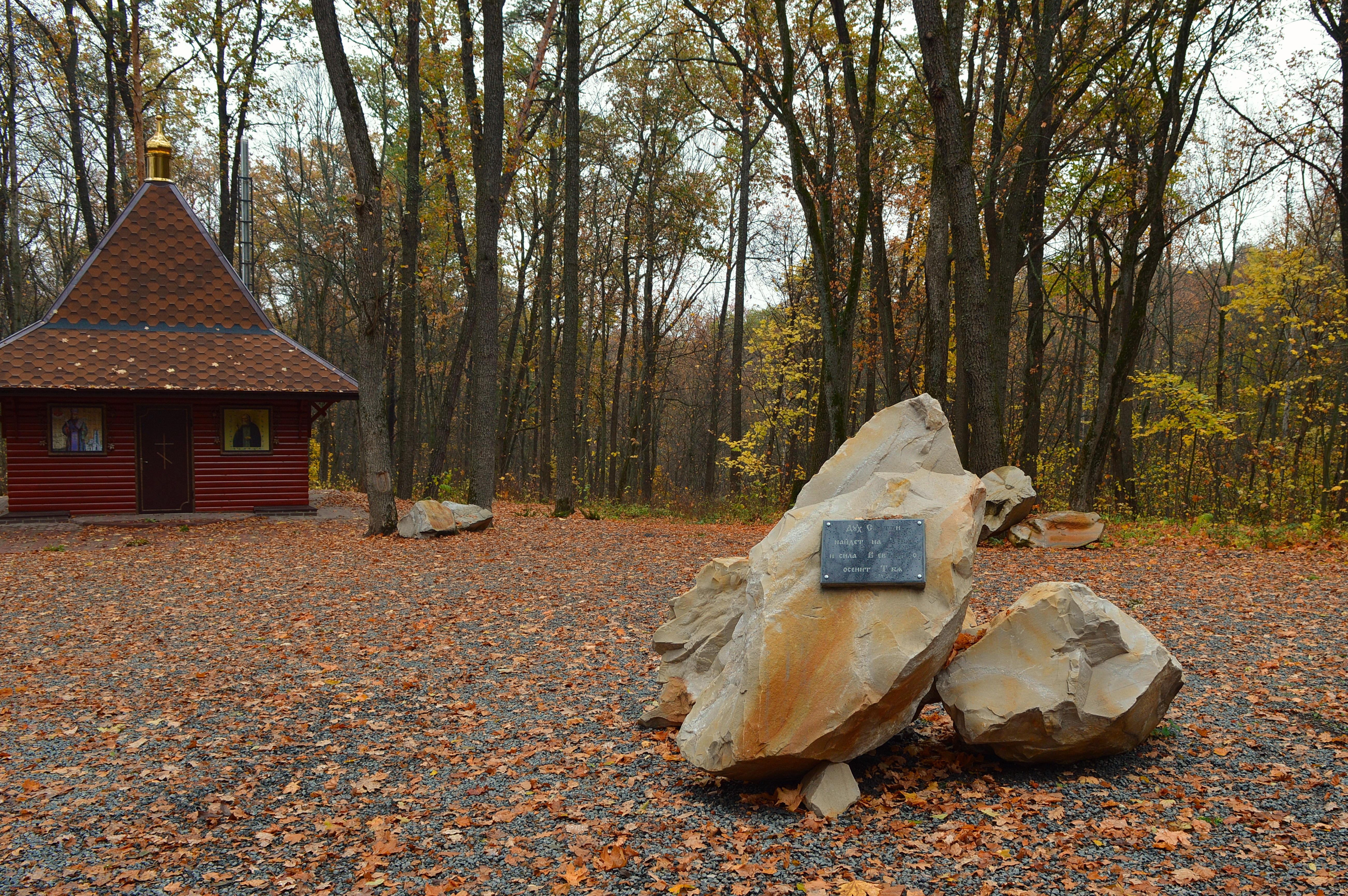
Місце для молитви